# Richard Frethorne
 (janvier 2016).
Si vous disposez d'ouvrages ou d'articles de référence ou si vous connaissez des sites web de qualité traitant du thème abordé ici, merci de compléter l'article en donnant les références utiles à sa vérifiabilité et en les liant à la section « Notes et références ».
Richard Frethorne est un indentured-servant  à Martin's Hundred, en Virginie.

## Biographie
Il est connu pour les quatre Lettres qu'il a écrites à l'administrateur de sa paroisse (Mr Bateman) et à ses parents durant l'hiver 1622/1623.
Ces lettres constituent l'un des rares documents qui témoigne des conditions de vie dans la colonie, telles que perçues par l'un de ses serviteurs.